# Formule TR Pro Series
De Formule TR Pro Series is de Amerikaanse variant van de Formule Renault 1.6 en de Formule Renault 2.0. Deze klasse is opgericht in 2004. Het wordt georganiseerd door Renault Sport. De talenten Marco Andretti en John Michael Edwards raceten in deze klasse.

## De auto

### Formule TR Pro Series 1600
Ze rijden in een Tatuus FR1600. De motor is een Renault 1.6L motor met een vermogen van 123pk. Het chassis is een koolstofvezel monocoque. Er wordt gebruikgemaakt van stalen schijfremmen. De enige toegestane band is de Yokohama slick. 

### Formule TR Pro Series 2000
Ze rijden in een Tatuus FR2000. De motor is een Renault 2.0L motor met een vermogen van 186pk. Het chassis is een koolstofvezel monocoque. Er wordt gebruikgemaakt van geventileerde stalen schijfremmen. De enige toegestane band is de Yokohama slick. Deze auto is zwaarder qua vermogen en qua gewicht dan de 1.6 versie. 

## Kampioenen

### Formule TR Pro Series 1600
| Jaar | Coureur          | Team           |
| ---- | ---------------- | -------------- |
| 2007 | Ryan Booth       | Knudsen Racing |
| 2006 | Parker Kligerman |                |
| 2005 | Carl Skerlong    |                |
| 2004 | Marco Andretti   | Knudsen Racing |

### Formule TR Pro Series 2000
| Jaar | Coureur       | Team                |
| ---- | ------------- | ------------------- |
| 2007 | Bill Goshen   | Goshen Racing       |
| 2006 | Carl Skerlong |                     |
| 2005 | Seth Ingham   | Odyssey Motorsports |
| 2004 | Colin Braun   |                     |

### Formule TR Pro Series 2000 Winter Cup
| Jaar | Coureur       | Team |
| ---- | ------------- | ---- |
| 2004 | Junior Strous |      |
| 2003 | Charles Hall  |      |